# مارا لاكيتش
مارا لاكيتش مواليد 18 أغسطس 1963 في جمهورية يوغوسلافيا الاشتراكية الاتحادية، هي لاعبة كرة سلة بوسنية معتزلة تحولت إلى التدريب بعد الاعتزال. مثلت منتخب بلادها. شاركت في دورة الألعاب الأولمبية الصيفية سنة 1988.

## سجل المنافسة
شاركت في المنافسات التالية:
- الألعاب الأولمبية الصيفية 1988
- كأس العالم لكرة السلة للسيدات 1990

## الميداليات
| الميدالية | المسابقة                           |
| --------- | ---------------------------------- |
| فضية      | الألعاب الأولمبية الصيفية 1988     |
| فضية      | كأس العالم لكرة السلة للسيدات 1990 |

## روابط خارجية
- مارا لاكيتش على موقع الاتحاد الدولي لكرة السلة (الإنجليزية)
- مارا لاكيتش على موقع بروبوليرز (الإنجليزية)
- مارا لاكيتش على موقع سبورتس رفرنس (الإنجليزية)
- مارا لاكيتش على موقع اللجنة الأولمبية الدولية (الإنجليزية)
- مارا لاكيتش على موقع أوليمبيديا (الإنجليزية)